# Deák Imre (ügyvéd)
Deák Imre, dr. (Kula, 1904. november 2. – Nyíregyháza, 1990. április 21.) ügyvéd, országgyűlési képviselő

## Élete

### Családja, tanulmányai
Édesapja: Deák Béla, dr. (1876–1929) ügyvéd, Bács-Bodrog vármegye főügyésze, országgyűlési képviselő. Édesanyja: Kanyó Ilona, Ida (1881–1960). Hárman voltak testvérek. Ő volt a középső gyermek; bátyja: Béla (Kula, 1903. december 7. – Bácsalmás, 1942. augusztus 6.) gépészmérnök, később a kulai cukorgyár vezető mérnöke; húga: Ilona (Kula, 1906. november 13. – Kecskemét, 1972. november 17.).
Kora gyermekkorát Kulán töltötte. 1910-ben a családjával Zomborba költöztek. – Az 1920-as évek elejétől édesapja súlyos betegsége miatt nagybátyja Deák Leó, dr. (1888–1945) ügyvéd, politikus, 1941-től Bács-Bodrog vármegye főispánja lett a család vagyonának kezelője, ügyeik intézője.
A zombori állami gimnáziumban tanult és érettségizett (1914–1921). (Az 1918–1919-es tanévben, bátyjával együtt, anyai nagyapjánál lakott és a Budapesti Egyetemi Katolikus Gimnázium tanulója volt.) A trianoni békediktátumot követően osztályuk volt, 1941-ig az utolsó magyar tannyelvű gimnáziumi osztály Zomborban. – 1921-től Bécsben 3 éves gazdasági képzést adó főiskola – Hochschule für Welthandel – hallgatója volt. Ausztriai tanulmányaival párhuzamosan a budapesti Magyar Királyi Pázmány Péter Tudományegyetemen Állam- és Jogtudományi Karán is tanult. A Bécs–Budapest közti utazásaihoz segítséget és engedélyt kapott különféle bécsi magyar intézetektől. Budapesti tanárai közt volt Kmety Károly, Concha Győző, Szentmiklósi Márton, Grosschmid Béni, Verseghi Nagy Ferenc, Síkabonyi Angyal Pál, Doleschall Alfréd stb. – 1928-ban szerezte meg jogi diplomáját és 1935. december 11.-én tette le az ügyvédi vizsgáját.

### A Jugoszláv Királyságban
Bécsből Zomborba hazatérve, részt vett nagybátyja, Deák Leó ügyvédi irodájának munkájában, ahol folyamatosan jogi segítséget adtak a délvidéki magyarok problémái megoldásához. 1935-ben nyitotta meg önálló ügyvédi irodáját Zomborban.
Széles körű jogi munkálkodása mellett bekapcsolódott a délvidéki kulturális és gazdasági életbe. Összesen huszonhárom közművelődési egyesület megalakításában, és több Magyar Ház létesítésében működött közre. Az 1930-as években pártoló tagként, anyagilag támogatta a Zágrebi Magyar Egyetemi Hallgatók Kultúregyesületét. A Jugoszláv királyság megszűnése előtti időben, 1940. június 30-án, mint a zombori Magyar Közművelődési Egyesület vezetője, Zomborba kultúrparlamentet hívott össze a magyar művelődési élet legsürgetőbb gondjainak megvitatására.
…a Zomborban 1940-ben tartott magyar kisebbségi kulturparlament. A jugoszláv hatóságoknak a kisebbségekkel szemben elfoglalt álláspontja következtében alapszabályokkal rendelkező közművelődési egyesületet létesíteni nem tudtunk és így a hatóságok figyelmének megkerülésével kulturparlament címén hoztuk össze vezető magyarjainkat és ott egyfelől a kisebbségi életben szerepet játszott s eredményeket produkált egyének tartottak előadásokat, másfelől pedig ebből a kultuparlamentből láttuk el az arra alkalmas magyarokat útravalóval a kisebbségi élet rögös útjaira.
Foglalkozott a magyar nyelvű iskolaügy kérdéseivel, segítésével. Különösen nagy munkát folytatott a Szerémségben, ahol felkutatta a szórványban élő magyarságot, és hozzákapcsolta őket a délvidéki magyar intézményekhez. Falukutatást végzett a Baranyai-háromszög magyarok lakta községeiben. Rendszeresen látogatta a Zágrábban és Belgrádban tanuló magyar főiskolai, egyetemi hallgatók egyesületeit, ahol előadásokat tartott, és különböző egészségügyi szervezeteket létesített. A kisebbségben élő délvidéki magyarok ügyeinek intézése együtt járt azzal, hogy kapcsolatba került a belgrádi magyar követséggel. 1938 augusztusában szerepe volt a blédi találkozón. A Magyar Királyság tárgyalási delegációja az ő segítségével tudott kapcsolatot tartani a belgrádi magyar követséggel.
A magyarság érdekeinek védelmében széles körű közírói tevékenységet folytatott a délvidéki sajtóban.
A kisebbségi élet jellemzői:
„… Mi a kisebbségi életnek voltunk hordozói és több mint két évtizedig tartó elszakítottságunk egészen különálló önként bekövetkezett lelki beállítottságot eredményezett azokban, akik már a kisebbségi életben lettek önálló értéktermelők és az idegen elnyomás idejében kezdették iskoláik elvégzése után önálló értéktermelő munkájukat, de azokban is, kik értéktermelői voltak az 1914-es világháborút megelőző, vagy azalatti éveknek. Az önellátás és önsegély voltak a jellemzői… kisebbségi életünknek…
…úgy érezzük, hogy… az önellátás s önsegély akár tudatos, akár tudatalatti kifejlesztése és gyakorlatba való sokrétű átültetése nemcsak közös, népi problémáink meglátásában és megoldásában ruházott fel bennünket különös találékonysággal és erősítette meg valamennyiünkben fokozattan a nemzeti érzést és gondolatot, hanem a nemzeti érzés megerősödésén kívül emberebb emberekké és testvérebb testvérekké is válhattunk…
...a kisebbségi életparancs nemcsak azt a tételt állította fel számunkra, hogy minden magyar becsületesen megállja a helyét azon a poszton, ahol állt vagy állhatott, ahol a polgári feladatok elvégzését teljesítette, – mert a kisebbségi életben minden jól végzett polgári munka különösen fokozott építő erőt is jelentett a közösség szempontjából, ami alatt… annakidején kizárólagosan, de természetesen… fokozottabban, a nemzeti közösséget értettük – hanem a kisebbségi életparancs azt is jelentette számunkra, hogy csoportunk tagjainak vállalniok kellett csoportunk nemzeti organizmusának munkaszolgáltatását is. Sőt bírálat tárgya elsősorban ezen utóbbi volt és bizonyosan egyetért velem minden elszakítottságban élt magyar testvérem abban, ha megállapítom, hogy mindenkinek munkája, polgári foglalkozása, hivatásteljesítése, szellemi műve vagy kézi munkája a mi kisebbségi igazságszolgáltatásunk előtt csak annyit ért amennyit népünk létfenntartásában ténylegesen jelentett.
Ezt a nemzeti munkaszolgálatot nagyon természetesen nekünk magunknak kellett minden vonatkozásban elvégeznünk. Kisebbségi életünkben a mi organizmusunkban szükséges szervi működéseket sem a jugoszláv állami, sem a közigazgatási hatóságok nem látták el, és mi minden vonatkozásban a magunk erejére voltunk utalva, senkire másra nem számíthattunk. Ez a közikötelesség és ennek elvégzése a népünkkel fennállott természetes kölcsönösségből eredt, mert ha mi értelmiség a magunk polgári foglalkozásában mint gazdasági hátvédre számítani akartunk népünk tömegeire és ha azt akartuk, hogy a mi kisebbségünk a mi munkánkban – akár polgári, akár közkötelességből végzett munkáról is volt szó – erkölcsileg és gazdaságilag támogasson, akkor ennek a kisebbségi közösségnek fenntartása céljából áldoznunk is kellett. Anyagiakat és szellemieket egyaránt, kinek miként adatott, de áldozni kellett teljes szívből és világos öntudattal.
Hogy gyökeret verhessünk és a fent vázolt feladatokat elvégezhessük, nem volt elég az, hogy a szellemi pályán lévők letettük az előírt vizsgákat, vagy megszereztük a szükséges gyakorlatot, hanem foglalkoznunk kellett népünk és társadalmunk minden problémáival is, nemcsak elméleti, hanem gyakorlati alapon is. Hiszen a kisebbségi vezetők világos meglátása megállapította, hogy a szellemi munkásnak foglalkozásában nem csupán kenyérkeresetet kell néznie, hanem egyben hivatást is; nemcsak mert hivatást kell látnia és betöltenie azon a helyen, ahol kenyerét keresi, hanem szükség esetén kellő előtanulmány után esetleg idegen területen is a kellő ismereteket el kell sajátítania és tevőleg közre kell működnie. Egy hősi műkedvelésnek nevezhető tevékenység volt ez az első évtizedben, amíg a kényszer követelte vagy szükség diktálta helyzetek és megfontolásadta körülmények felismerése mellett egy szerteágazó, de a közös elgondolással mégis egybekapcsolt kisebbségi munkahálózat létesült és lett élő organizmussá…”  
 

### A Magyar Királyságban (1941–1944)
A délvidéki magyar kisebbségért végzett munkássága elismeréseként a Horthy Miklós kormányzó Nemzetvédelmi Kereszttel tüntette ki.
1942. február 9-én a országgyűlése alsó házának behívott képviselője lett. 

„T. Ház! mint a parlamentbe behívott délvidéki képviselő, nem olyannak tekintem ezt a megtisztelő megbízatást, mint amely bizonyos múltbeli működés elismeréseként adatott meg, hanem ezt a kitüntető bizalmat azon kötelező s feltétlenül alkotó munkát jelentő továbbműködésre való lehetőségnek tekintem, amely magában foglalja az ezen munkával együtt járó felelősséget is…' 

…mint a múltban, úgy a jövőben is határozottan tudatosítani kívánjuk a kisebbségi életből fakadt azon szellemi és erkölcsi értékeket, amelyek kinevelése sok pozitív eredményt jelentett számunkra múltunkban, de amelyek megőrzése és további tudatosítása új erőt ad és új értéket termel most már nemcsak a mi zárt társadalmunkban, hanem – hála felszabadulásunknak – hittel hisszük, az egész ország társadalmában is. Éppen ezért rendelkezésre kívánjuk adni minden téren és minden adandó alkalommal múltbeli munkánk minden próbálkozását, kísérletezését és ha van, – ha csak mi gondoljuk is így – eredményét, nemcsak azért, hogy rögzítsük és a jövő számára is megőrizzük ezt a munkát, hanem azért is, hogy az ország közvéleménye elé bocsátva annak tartalmát, kérjük beszámolóink szíves fogadását s határozott és feltétlen bírálatát; mert nem azt tekintjük elismerésnek az ország közvéleménye részéről, ha múltbeli bármiféle munkánkért dicséretben részesülünk, hanem azt, ha abból eredően érezzük, hogy azzal nemcsak a mi zárt társadalmunknak, hanem az egész ország társadalmának is – bármily kevés legyen is – szellemiekben vagy gyakorlati téren többletet, értéket nyújthattunk…”
Az országgyűlés Közjogi-, Pénzügyi Bizottságában és a 42-es országos bizottságban dolgozott.
A képviselői munkája mellett több társadalmi tisztséget is betöltött, – többek között – Bács-Bodrog vármegye tiszteletbeli főügyésze, a Zombor-környéki Nemzetvédelmi Bizottság ügyvezető alelnöke volt. 1943-ban nagyon aktívan vett részt az újvidéki Ügyvédi Kamara újra szervezésében.

### Menekülés Délvidékről; megtelepedés Bácsalmáson
1944. október első napjaiban családjával (felesége, 3 kislánya és apósa) egy lovaskocsin menekült el Zomborból. Előbb Répcelakra mentek (Stauffer sajtgyárosék a család ismerősei voltak), majd rövidebb idejű ott tartózkodás után, 1945 elején onnan indultak tovább nyugat felé. Steyr környékén az Ennsnél – az oda érkező Vörös Hadsereg egységei – visszafordították őket Magyarországra. Bácsalmásra mentek és ott telepedett le a család.

Bácsalmáson előbb fuvarosként, majd a pécsi Ügyvédi Kamara tagjaként, ügyvédként kezdett dolgozni. A bácsalmási Igazoló Bizottság igazolta. Sem akkor, sem később nem keresték a Jugoszláv Népvédelmi Osztály ügynökei, vagy a vidéket járó partizánok. – 1951 őszétől a helybeli, majd a kecskeméti rendőrségen az Államvédelmi Hatóság kezdte újból és újból zaklatni: faggattatták a zombori közszerepléséről, érdeklődtek a városban történtekről, az ottani, és a későbbi bácsalmási személyekről. A fenyegetésekkel is együtt járó, és a kötelezően nem szűnő „beszélgetésektől”, úgy tudott szabadulni, hogy 1952 januárjában abbahagyta az ügyvédi tevékenységét, s kilépett az Ügyvédi Kamarából. Ezzel nemcsak az ÁVH-tól sikerült megszabadulnia, de a gyerekei középiskolai továbbtanulásához is kedvezőbb feltételt teremtett.
1952 februárjában kezdett dolgozni fizikai munkásként. Szakkönyvekből tanulta meg az eredményes munkavégzéshez szükséges ismereteket és kőműves szakmai vizsgát tett. Először kőművesként alkalmazták, de volt irodai ügyintéző, építésvezető, műszaki ellenőr és árvízvédelmi munkálatokban is részt vett. 
1956 elején lehetőség mutatkozott arra, hogy ismételten ügyvédi tevékenységet folytasson. A kecskeméti Ügyvédi Kamarához nyújtotta be az ügyvédi működés engedélyezése iránti kérelmét. Bácsalmáson is megalakult az Ügyvédi Munkaközösség, ahová felvették. A kecskeméti Ügyvédi Kamara javasolta, s az Országos Ügyvédi Kamara engedélyezte a bejegyzését. 1956. júniusra jött meg az országos hozzájárulás, újra esküt kellett tennie és munkába állhatott. – 1976-ban ment nyugdíjba.

### Élete utolsó évei és családja
1978. szeptember 27-én, feleségével – önálló, saját lakásba, de a lánya (Oroszné Deák Judit, főiskolai tanár) családja lakóhelyére – Nyíregyházára költözött. Ott hunyt el 1990. április 21-én.
Felesége: Tóth Sarolta (Zombor, 1914. augusztus 11.–Nyíregyháza, 2006. november 12. (Tóth József dr. ügyvéd, Bács-Bodrog vármegye közjegyzője) lánya). 1938. május 5-én kötöttek házasságot Zomborban.
Gyermekeik:
•	Mária (Zombor, 1939. június 16.–) férje Zambelly Béla;
 
•	Judit (Zombor, 1941. március 2.–) férje dr. Orosz Gábor;
 
•	Zsuzsanna (Zombor, 1944. április 13.–)